# Stefaan Van Hecke
Stefaan Van Hecke, né le 4 janvier 1973 à Gand, est un homme politique belge flamand, membre de Groen.
Il est licencié en droit de l'université de Gand et formé en sciences de l'environnement de l'université d'Anvers. Il est avocat.
Il est élu député à la Chambre des représentants à la suite des élections législatives fédérales belges de 2024.

## Fonctions politiques
- Ancien conseiller de la province de Flandre-Orientale.
- Conseiller communal de Merelbeke.
- Député fédéral depuis le 10 juin 2007.

## Décoration
- Officier de l'ordre de Léopold (2024)[2]